# Konohagakure
Konohagakure (транслит.), odnosno Konoha ili Selo sakriveno u lišću, je fiktivno mesto iz serijala Naruto. Nalazi se u Zemlji vatre i jedno je od pet velikih nindža sela. Konohagakureom vlada Hokage. Do sada je bilo sedam zvaničnih Hokagea i njihova lica su uklesana u planinu koja se nalazi na severnom delu sela. 

## Istorija Konohagakurea

### Pronalazak sela
U vreme dok nindža sela još nisu bila stvorena, nindže su bile organizovane u male plaćeničke grupe koje nisu ništa znale sem za bitku. Od bezbrojnih nindža klanova, Učiha klan i Senžu klan su bili najjači. Posle mnogo krvavih bitaka, Sendžu klan je ponudio primirije sa Učiha klanom. Vođa Učiha klana, Madara Učiha, se protivio ovome, ali je bio prinuđen da prihvati. Sendžu, Učiha i ostali klanovi su se okupili da stvore novo selo, Konohagakure. Haširama, vođa klana Sendžu, iskoristio je svoj drveni stil da bi stvorio veći deo infrastrukture sela. Iz tog razloga je baš on bio izabran da bude prvi Hokage.
Plašeći se da će Sendžu klan, koji je imao potpunu kontrolu nad selom, da ih ugnjetava zbog njihovog rivalstva, Madara je pokušao da zadobije podršku seljana da svrgnu Haširamu sa trona. Međutim, nijedan Učiha nije želeo da mu pomogne, ostavljajući Madaru da mu se suprotstavi sam. Madara na kraju biva poražen u Dolini kraja i verovalo se da je mrtav. Posle ove bitke, Konoha zadobija Devetorepu demonsku lisicu. Kako bi kontrolisala njenu moć, Konoha je započela trend zapečaćivanja ove zveri u članove Uzumaki klana sa kojim je Sendžu, a i ostatak Konohe, imao bliske veze. Haširama je dao ostale repate zveri u posede novoformiranih sela, kako bi promovisali mir. Međutim, ovaj mir nije dugo trajao.

### Nindža ratovi
Konoha je učestvovala u sva tri Velika nindža rata. Haširama umire u Prvom nindža ratu, pa ga nasleđuje njegov brat Tobirama. Drugi Hokage takođe biva ubijen za vreme rata. Za trećeg Hokaga izabran je Hiruzen Sarutobi koji kasnije predvodi Konohine snage tokom Drugog nindža rata. Sem borbe i korišćenja Amegakure kao bojno polje, izazivajući brojne sukobe sa vođom Amegakurea, Hanzom, malo se zna o Konohinim akcijama tokom Drugog nindža rata. Decenijama kasnije, Konoha se umešala i u Treći ninža rat; Borila se sa Ivagakureom, koristeći Kusagakure kao bojno polje. Konoha je bila umalo poražena, ali je Minato Namikaze uspeo da preokrene tok rata.

### Napad Devetorepe demonske lisice
Nakon završetka Trećeg nindža rata, Minato Namikaze je izabran za četvrtog Hokagea. Ubrzo nakon preuzimanja titule, misteriozan lik, po imenu Tobi, upada u selo i, nakon uklanjanja Devetorepe lisice iz svog domaćina, napada selo koristeći njenu moć. Minato je uspeo da pobedi Tobija, ali je kasnije žrtvovao svoj život da bi ponovo zapečatio Devetorepi lisicu u svog tek rođenog sina, Naruta Uzumakija. Mnoge nindže su umrle tog dana pokušavajući da spasu selo od potpunog uništenja i Naruto, sada domaćim demonske zveri, biva okrivljen za njene postupke.

### Hjuga sukob
Hjuga sukob je incident koji se desio devet godina pre početka serijala, dok su Konohagakure i Kumogakure još uvek bile u ratu. Dva sela sklopila su mirovni sporazum na dan trećeg rođendana Hinate Hjuge. Međutim, sporazum je bio front, i načelnik Kumogakurea je kidnapovao Hinatu u cilju da otkrije tajne Bjakugana. Hisaši, Hinatin otac, ubija načelnika Kumogakurea.

### Pokolj Učiha klana
Decenijama nakon Madarine i Haširamine borbe, Učiha klan gubi pravo da učestvuje u razvoju sela. Kada Konoha počne da sumnja da su Učihe stajale iza napada Devetorepe lisice, Učihe, osnivači sela, više nisu mogli da izdrže takvo nepoverenje. Učiha klan počinje da planira državni udar kako bi istrgnuo vlast Konohe iz ruka Sendžu klana. Itači Učiha je bio jedini član klana koji se nije slagao sa tim planom i postao špijun za vlast Konohe. Nakon propalih mirovnih pregovora, Itačiju biva naređeno da uništi klan. On, uz pomoć Tobija, ubija sve Učihe, sem jednog: njegovog mlađeg brata, Saskea Učihu. Po Itačijevom zahtevu, Konoha čuva Saskea na sigurnom. Itači je sam postao kriminalac, krijući umešatnost Konohe u pokolj Učiha klana i živeći kao begunac do kraja života. On na kraju umire u borbi protiv svog voljenog brata, Saskea, osam godina nakon pokolja njihovog klana.

### Zajednička Otogakure-Sunagakure invazija
Pet godina nakon pokolja Učiha klana, Konohu napadaju Sunagakure i Otogakure. Konoha je uspela da se izbori sa invazijom, ali je pretrpela velike gubitke, među kojima je bio treći Hokage. Ubrzo ga nasleđuje Cunade, ali oporavak Konohinih vojnih snaga je bio veoma spor.

### Invazija Pejna
Tri godine nakon neuspele invazije Peska i Zvuka, Akacuki napada Konohu u nastojanju da uhvati Naruta i zver u njemu. Konohine snage su imale delimičnog uspeha u borbi protv Pejna, ali nisu mogle ništa da urade da spreče potpuno uništenje Konohe. Naruto se ubrzo vraća u Konohu i pobeđuje svih šest Pejna da bi osvetio selo i one koji su poginuli u pokušaju da ga zaštite. Nakon što ga je Naruto uverio da su njegovi postupci bili pogrešni, Nagato, koji je kontrolisao Pejne, koristi zabranjenu tehniku i daje svoj život u zamenu za živote onih koji su poginuli tokom invazije. Naruto je od tad nazvan herojem Sela skrivenog u lišću.
Zbog napada, Konoha je dosta izgubila na snazi. Konohin status kao najmoćnije selo je pripalo Kumogakureu. Cunade upada u komu zbog korišćenja zabranjene tehnike kako bi zaštitila Konohu, pa je Danzo Šimura izabran za privremenog Hokagea. 

## Klanovi
U okviru sela postoje mnogi klanovi, od kojih se četiri smatraju plemenitim.

### Plemeniti klanovi
- Učiha klan koji poseduje Šaringan;
- Hjuga klan koji poseduje Bjakugan;
- Aburame klan koji kontroliše insekte;
- Akimiči klan koji poseduje ogromnu snagu.

### Ostali klanovi
- Inuzuka klan koji je poznat po svojim psima;
- Kurama klan koji je poznat po gendžicu veštinama;
- Nara klan koji je poznat po svojoj inteligenciji;
- Sarutobi klan koji je poznat po brzom savladavanju tehnika;
- Sendžu klan koji je poznat kao osnivač sela i veliki rival Učiha klana;
- Uzumaki klan koji je poznat kao domaćin Devetorepe demonske lisice;
- Jamanaka klan koji je poznat po svojoj Jamanaka cvećari i po moćima posedovanja uma.

## Zanimljivosti
- Hiragana koja je naslikana na ulaznim vratima u Konohu u prevodu znači povlačenje.
- Masaši Kišimoto, autor Naruta, je u jednom intervjuu izjavio da je Konoha nastala po uzoru na njegov rodni grad.
- U prvoj Naruto knjizi na strani 87 prikazan je izgled Konohe, i na jednom od bilborda nacrtan je Masaši Kišimoto sa četkicom za slikanje.